# Johann Friedrich Morgenstern
Johann Friedrich Morgenstern (* 8. Oktober 1777 in Frankfurt am Main; † 21. Januar 1844 ebenda) war ein deutscher Architektur- und Landschaftsmaler, Radierer und Gemälderestaurator.

## Leben

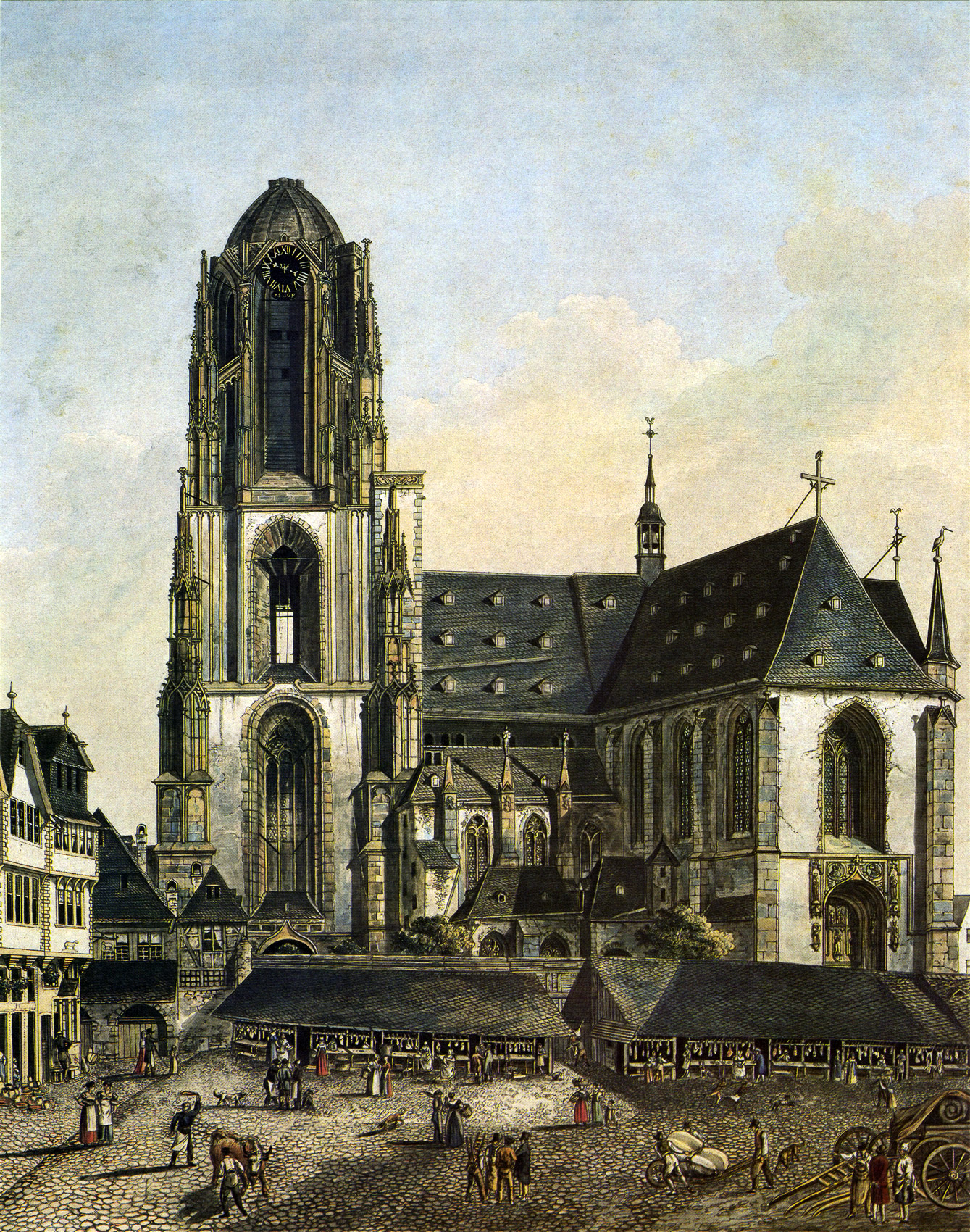
Dom von Süden (1813)
(Radierung, Aquatinta und Kolorierung durch Friedrich Christian Reinermann)

Morgenstern wurde als Sohn des vorwiegend in Frankfurt am Main tätigen und erfolgreichen Kirchenmalers Johann Ludwig Ernst Morgenstern geboren. Er gehörte damit der dritten Generation der sich hauptberuflich als Maler verdingenden, aus Rudolstadt in Thüringen stammenden Familie an. Nachdem er bereits während seiner Jugend vom Vater Mal- und Zeichenunterricht erhalten hatte und schon 1793 erste Stadtansichten schuf, bildete er sich 1797 und 1798 an der Dresdner Kunstakademie unter dem bedeutenden Landschaftsmaler Johann Christian Klengel weiter.
1799 kehrte er nach kurzem Aufenthalt in Darmstadt nach Frankfurt zurück, wo er den Rest seines Lebens verbrachte. 1806 erlangte er durch die Heirat einer Frankfurterin aus der Familie Bansa das Bürgerrecht, 1811 wurde sein einziger Sohn Carl Morgenstern geboren. Er folgte dem Beruf des Vaters nach und wurde später der bedeutendste Vertreter der Künstlerfamilie.
Morgenstern starb im Alter von 66 Jahren am 21. Januar 1844 in seiner Heimatstadt. Das Grab befindet sich auf dem Frankfurter Hauptfriedhof in Gewann A 101. Es steht unter Denkmalschutz und ist als Ehrengrab ausgewiesen.

## Werk
Morgensterns Œuvre zeigt sowohl Einflüsse seines vorwiegend Architektur malenden Vaters, des auf Landschaften spezialisierten Lehrmeisters Klengel als auch der niederländischen Malerei des 17. Jahrhunderts. Seine Architektur- und Landschaftsbilder stellen fast ausschließlich Motive aus Frankfurt oder der näheren Umgebung der Stadt wie etwa den Römer, den Liebfrauenberg oder die Gegend um den Dom dar. Sie sind somit wertvolle Zeugnisse für das Stadtbild in der ersten Hälfte des 19. Jahrhunderts, da er vieles dokumentierte, was schon in der zweiten Hälfte des Jahrhunderts wieder abgerissen wurde. Ein Beispiel dafür ist eine Ansichtenreihe, die die klassizistischen Stadttore zeigt.

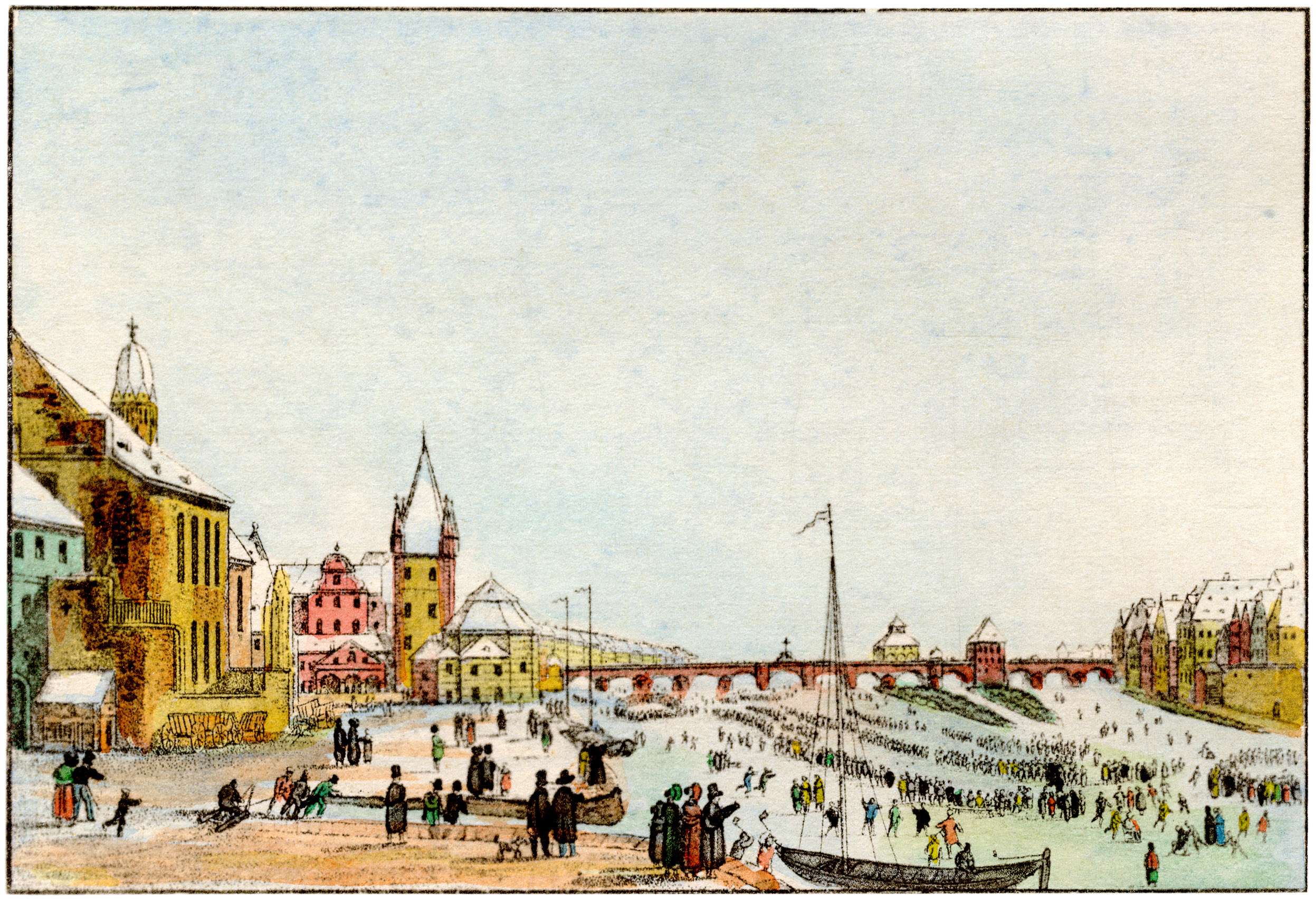
Der Landungsplatz in Frankfurt a. M. (1825)
(Kolorierter Kupferstich nach Vorlage von Morgenstern)

Bei seinen erhaltenen Bildern, die sich heute hauptsächlich in Frankfurter Museen (darunter Historisches Museum und Städel), teils auch in Privatbesitz befinden, handelt es sich im Wesentlichen um aquarellierte Zeichnungen und Radierungen, seltener auch Lithographien und Ölbilder. Philipp Friedrich Gwinner führte 1862 bzw. 1867 einen Katalog mit 95 Einzelposten aus seinem Nachlass auf.
Eines der bedeutendsten Werke Morgensterns war ein 3300 Quadratfuß großes Panorama seiner Heimatstadt aus dem Jahr 1811, das jedoch nur in einer von ihm selbst gezeichneten, verkleinerten Kopie erhalten ist, da das Original bereits 1817 bei Forchheim verbrannte. Eine wenige Jahre später geschaffene, ähnliche Ansicht des Riederwaldes hat sich dagegen erhalten.
Einige seiner Bilder wurden auch in Kupfer nachgestochen und in geringer Auflage vervielfältigt, so etwa Malerische Wanderung auf den Altkönig und einen Theil der umliegenden Gegend im Sommer 1802, das Panorama der Stadt vom Turm der Katharinen-Kirche (1816) oder Kleine Ansichten von Frankfurt am Main in 36 gestochenen Erinnerungsblättern (1825). Diese von unterbeschäftigten Soldaten der Hauptwache handkolorierten Bilderfolgen zählen heute zu den meistgesuchten Ansichtenwerken der Stadt überhaupt.
In seinen späteren Jahren war Morgenstern – ebenfalls in väterlicher Tradition – sehr erfolgreich als Restaurator älterer Gemälde tätig, was die Zahl der Neuschöpfungen in den letzten zwei Jahrzehnten seines Lebens stark reduzierte. Dabei führte er auch das Morgensternsche Miniaturkabinett fort, das jedoch erst der Sohn vollendete. Es ist heute im Goethe-Haus ausgestellt.